# 演化动物群
演化动物群（英語：Evolutionary fauna）是由美国芝加哥大学古生物学家杰克·塞科斯基于1981年提出的概念，其利用化石记录的因子分析将自寒武纪至今（即整个显生宙）以来发展出的所有生物大致划分为三大动物演化群系。在展示演化动物群的发展过程中，通常以逻辑曲线的升降方式来显示出演化过程中生物多样性的增加和灭绝事件所导致的减少（人类所属的现代演化动物群目前尚未表现出该曲线的递减部分）。

## 分类

### 寒武纪演化动物群
演化动物群I，又称“寒武纪演化动物群”，主要用于指代在寒武纪大爆发中首次出现，繁盛于奥陶纪大辐射并在奥陶纪-志留纪灭绝事件中绝大部分灭绝的化石动物类群。其主要包括三叶虫、小殼動物群（塞科斯基将其归类为“多毛纲”，但也同时包括cribricyathids、coleolids和volborthellids）、单板纲软体动物、无铰类腕足动物以及软舌螺等等。该演化动物群中的动物仅极少数经过五次大灭绝事件而存续至今，例如海豆芽等。

### 古生代演化动物群
演化动物群II，又名“古生代演化动物群”或“富腕足类动物区系”，奥陶纪大辐射中出现的大部分化石都属于该演化动物群，其大部分在卡匹敦阶灭绝事件和二叠纪-三叠纪灭绝事件中灭绝。该动物群主要包括有铰类腕足动物、海百合纲、介形纲、头足纲、珊瑚纲、窄唇纲和海星亚门。

### 现代演化动物群
演化动物群III，又名“现代演化动物群”或“富软体类动物区系”，主要出现在中生代-新生代大辐射中且目前仍在进行中。该动物群主要包括腹足纲、双壳纲、硬骨鱼高纲、软甲纲、海胆纲、裸唇纲、寻常海绵纲和软骨鱼纲。

## 类似概念
十九世纪中期，约翰·菲利普斯提出了三大代——古生代、中生代和新生代。在杰克·塞科斯基之后，Brenchley和Harper进一步提出，在三大演化动物群之前还有两个早期的演化动物群：埃迪卡拉演化动物群和Tomottian演化动物群。此外，他们还提出了“演化陆生植物群”和“演化陆生动物群”的概念。演化陆生植物群有四个，分别为早期维管植物演化陆生植物群、蕨类植物演化陆生植物群、裸子植物演化陆生植物群和被子植物演化陆生植物群；演化陆生动物群有三个，分别为大王朝I演化陆生动物群（石炭纪至早二叠世，主要包含原始两栖动物和爬行动物）、大王朝II演化陆生动物群（早二叠世至中三叠世，主要包含似哺乳兽孔类）和大王朝III演化陆生动物群（晚三叠纪至白垩纪，主要包含恐龙）。